# 平岡アンディ
平岡 アンディ（ひらおか アンディ、1996年8月8日 - ）は、日本のプロボクサー。神奈川県横浜市出身。大橋ボクシングジム所属。元日本・WBOアジアパシフィックスーパーライト級王者。
かつては花形ボクシングジムに所属していた。

## 来歴
父は元アマチュアボクサーのガーナ系アメリカ人、母は日本人。父の影響で4歳からボクシングを始める。小学生の頃には“気弱な”ボクシング少年としてさんまのSUPERからくりTVに出演、当時は妹にボコボコにされるくらいボクシングの上達が遅く、1日たりとも練習をサボったことはなかったが、ボクシングが嫌で嫌で仕方なかった。また、ハーフであることや褐色の肌をからかわれ、いじめられることや、内気な性格を揶揄されることもあった。中学から陸上部に入部、横浜高校時代には陸上中距離で国体出場経験がある。
2013年12月3日、後楽園ホールで工藤克比古とスーパーフェザー級4回戦を戦い、4回1分7秒TKO勝ちを収めてデビュー戦を白星で飾った。
2014年12月21日、東日本ライト級新人王として、西軍代表の山口祥吾と全日本新人王をかけて対戦予定だったが、自身がインフルエンザになったため試合を棄権した。
全日本新人王を棄権したあと平岡は日本を離れ単身ロサンゼルスに渡り約2年間アメリカで練習に励んだ。
2016年9月、帰国後に大橋ボクシングジムに移籍。
2017年11月11日、後楽園ホールで行われた「DANGAN200」にて小林孝彦と初代日本スーパーライト級ユース王座決定トーナメント決勝戦を行い、5回1分50秒TKO勝ちを収めて初代日本スーパーライト級ユース王者になった。
2018年9月11日、後楽園ホールで行われた「第65回フェニックスバトル」で吉開右京と対戦し、3回2分2秒TKO勝ちを収めユース王座初防衛に成功した。
2019年4月8日に試合を行う予定だったが対戦相手が逮捕されたため、中止となった。
2019年7月12日、後楽園ホールで元日本ライト級王者でIBF世界スーパーライト級13位の近藤明広と対戦し、10回3-0（97-93、98-93、98-92）で判定勝ちを収めた。
2019年10月3日付けで、日本スーパーライト級ユース王座を返上した。
2019年11月26日、トップランク社と契約したことが発表された。
2019年11月30日、ネバダ州ラスベガスのザ・コスモポリタン内チェルシー・ボール・ルームでアメリカデビュー戦として、ロヘリオ・カサレスと対戦し2回2分15秒KO勝利を収めた。
2020年11月1日、ラスベガスMGMグランド内MGMグランド・カンファレンスセンター（ザ・バブル）でリッキー・エドワーズと対戦し、4回2分20秒TKO勝ちを収めた。
2021年2月11日、国立代々木競技場で開催のチャリティーボクシングイベント『LEGEND』で秋山祐汰と対戦した。
2021年3月11日、後楽園ホールで日本スーパーライト級15位の木村文祐と対戦し、3回2分15秒TKO勝ちを収めた。
2021年10月19日、後楽園ホールにて日本・WBOアジアパシフィックスーパーライト級王座決定戦が、「フェニックスバトル81」のメインで行われ、日本同級2位・WBOアジアパシフィック同級3位の佐々木尽と対戦し、11回1分58秒TKO勝ちを収め王座の獲得に成功した。前日計量では佐々木がスーパーライト級リミットを1.8キロオーバーして計量失格し、佐々木は試合当日午後5時の計量でスーパーライト級リミットの8%増以内という条件を守って試合は成立し、試合は平岡が勝った場合のみタイトル獲得という変則ルールで行われた。
2022年2月28日、後楽園ホールにて日本スーパーライト級1位のアオキ・クリスチャーノと対戦し、10回2分16秒TKO勝ちを収めた。
2022年6月7日、さいたまスーパーアリーナにて日本スーパーライト級8位の赤岩俊と対戦し、6回1分24秒TKO勝ちを収めた。
2022年9月13日、後楽園ホールでアルビン・ラグンベイと対戦し、2回2分27秒TKO勝ちを収めWBOアジア太平洋王座の3度目の防衛に成功した。
2022年12月13日、有明アリーナで行われた井上尚弥 対 ポール・バトラー戦興行の前座において誼敏虎と対戦し、8回2分6秒TKO勝ちを収めWBOアジア太平洋王座の4度目の防衛に成功した。
2023年1月16日、日本スーパーライト級王座を返上した。
2023年6月10日、世界王座挑戦を見据えるためにWBOアジアパシフィックスーパーライト級王座を返上した。
2024年9月3日、有明アリーナで行われた井上尚弥 対 テレンス・ジョン・ドヘニー戦興行の前座において、WBA世界スーパーライト級挑戦者決定戦としてWBA世界同級暫定王者のイスマエル・バローゾと対戦。6回に右フックでダウンを奪い8回にバローゾの左クロスで右目下をカットするも、続く9回にダウンを2度奪うとバローゾ陣営が棄権したため9回2分58秒TKO勝ちを収め、王者のホセ・バレンズエラへの挑戦権を獲得した。なお、バローゾが保持する暫定王座は試合を管轄したJBCでは非公認であることからタイトルマッチとして認められなかったため挑戦者決定戦として行われ、敗戦したバローゾはJBCの規定により暫定王座を剥奪された。

## 戦績
- プロボクシング：24戦 24勝 (19KO) 無敗

| 戦           | 日付           | 勝敗 | 時間     | 内容    | 対戦相手                             | 国籍           | 備考                                                     |
| ------------ | -------------- | ---- | -------- | ------- | ------------------------------------ | -------------- | -------------------------------------------------------- |
| 1            | 2013年12月3日  | ☆    | 4R 1:07  | TKO     | 工藤克比古（ドリーム）               | 日本           | プロデビュー戦                                           |
| 2            | 2014年1月10日  | ☆    | 4R       | 判定3-0 | 橋口芳邦（白井・具志堅スポーツ）     | 日本           |                                                          |
| 3            | 2014年4月4日   | ☆    | 3R 2:15  | TKO     | 中田侑（レパード玉熊）               | 日本           | 2014年東日本ライト級新人王予選                           |
| 4            | 2014年6月20日  | ☆    | 4R       | 判定3-0 | 髙橋善仁（セレス）                   | 日本           | 2014年東日本ライト級新人王予選                           |
| 5            | 2014年9月25日  | ☆    | 4R 2:25  | TKO     | 関根翔馬（ワタナベ）                 | 日本           | 2014年東日本ライト級新人王予選                           |
| 6            | 2014年11月2日  | ☆    | 5R       | 判定3-0 | 中村槙太郎（角海老宝石）             | 日本           | 2014年東日本ライト級新人王決勝                           |
| 7            | 2016年10月3日  | ☆    | 3R 2:54  | TKO     | ルークタム・N&Pボクシングジム        | タイ           |                                                          |
| 8            | 2016年12月30日 | ☆    | 1R 1:44  | KO      | ナティー・ヨンラクサ                 | タイ           |                                                          |
| 9            | 2017年5月21日  | ☆    | 6R 1:39  | TKO     | 山口祥吾（唯心）                     | 日本           |                                                          |
| 10           | 2017年8月23日  | ☆    | 3R 0:46  | TKO     | 吉開右京（島袋）                     | 日本           | 初代日本スーパーライト級ユース王座決定トーナメント準決勝 |
| 11           | 2017年11月11日 | ☆    | 5R 1:50  | TKO     | 小林孝彦（TEAM10COUNT）              | 日本           | 日本スーパーライト級ユース王座決定トーナメント決勝戦     |
| 12           | 2018年2月28日  | ☆    | 8R       | 判定3-0 | 木村文祐（JM加古川）                 | 日本           |                                                          |
| 13           | 2018年9月11日  | ☆    | 3R 2:02  | TKO     | 吉開右京（島袋）                     | 日本           | 日本ユース防衛1                                          |
| 14           | 2019年7月12日  | ☆    | 10R      | 判定3-0 | 近藤明広（一力）                     | 日本           |                                                          |
| 15           | 2019年11月30日 | ☆    | 2R 2:15  | KO      | ロヘリオ・カサレス                   | アメリカ合衆国 |                                                          |
| 16           | 2020年11月1日  | ☆    | 4R 2:20  | TKO     | リッキー・エドワーズ                 | アメリカ合衆国 |                                                          |
| 17           | 2021年3月11日  | ☆    | 3R 2:15  | TKO     | 木村文祐（JM加古川）                 | 日本           |                                                          |
| 18           | 2021年10月19日 | ☆    | 11R 1:58 | TKO     | 佐々木尽（八王子中屋）               | 日本           | WBOアジアパシフィック・日本スーパーライト級王座決定戦    |
| 19           | 2022年2月28日  | ☆    | 10R 2:16 | TKO     | アオキ・クリスチャーノ（角海老宝石） | ブラジル       | WBOアジアパシフィック防衛1・日本防衛1                    |
| 20           | 2022年6月7日   | ☆    | 6R 1:24  | TKO     | 赤岩俊（マナベ）                     | 日本           | WBOアジアパシフィック防衛2・日本防衛2                    |
| 21           | 2022年9月13日  | ☆    | 2R 2:27  | TKO     | アルビン・ラグンベイ                 | フィリピン     | WBOアジアパシフィック防衛3                               |
| 22           | 2022年12月13日 | ☆    | 8R 2:06  | TKO     | 誼敏虎                               | 韓国           | WBOアジアパシフィック防衛4                               |
| 23           | 2023年12月26日 | ☆    | 5R 1:07  | TKO     | セバスチャン・ディアス               | メキシコ       | 64.5kg契約8回戦                                          |
| 24           | 2024年9月3日   | ☆    | 9R 2:58  | TKO     | イスマエル・バローゾ                 | ベネズエラ     | WBA世界スーパーライト級挑戦者決定戦                      |
| テンプレート |                |      |          |         |                                      |                |                                                          |

## 獲得タイトル
- 2014年度東日本ライト級新人王
- 日本スーパーライト級ユース王座（防衛1=返上）
- 日本スーパーライト級王座（防衛2=返上）
- WBOアジアパシフィックスーパーライト級王座（防衛4=返上）